# Bobo Sport
Bobo Sport is een Burkinese voetbalclub uit de stad Bobo-Dioulasso.
In 2006/07 werd de club vicekampioen in de tweede klasse en speelde zo de eindronde om promotie waarbij het eersteklasser USFR Abidjan-Niger versloeg en daardoor promoveerde.
AJEB · US Comoé de Banfora · Racing Club de Bobo · AS Douanes · AS Faso-Yennenga · AS Fonctionnaires · US Forces Armées · Rail Club du Kadiogo · ASEC Koudouguou · Majestic SC · Étoile Filante Ouagadougou · US Ouagadougou · AS Police · Rahimo FC · Salitas FC · AS SONABEL